# Vasёk Trubačёv i ego tovarišči
Vasёk Trubačёv i ego tovarišči (Васёк Трубачёв и его товарищи) è un film del 1955 diretto da Il'ja Abramovič Frėz.